# 瓦兹河
瓦兹河（法語：Oise，法語發音：[waz] ⓘ）发源于比利时埃诺省希迈以南，向南流入法国境内，最终在巴黎附近的孔夫朗-圣奥诺里娜注入塞纳河，全长302公里。瓦兹河的主要支流为埃纳河。
瓦兹河流经的主要城镇有：伊尔松、吉斯、绍尼、努瓦永、贡比涅、瓦兹河畔欧韦尔、蓬图瓦兹、塞日、茹伊勒穆捷和孔夫朗-圣奥诺里讷。